# Industrie- und Handelskammer Südlicher Oberrhein
Die Industrie- und Handelskammer Südlicher Oberrhein ist eine Industrie- und Handelskammer mit Sitz in Freiburg im Breisgau. Die IHK Südlicher Oberrhein ist Dienstleister für die regionale Wirtschaft. Sie berät Unternehmen, bündelt deren Interessen und bildet Menschen aus und weiter.

## Geschichte
Bereits 1425 ist eine erste Zunftordnung der Kaufleute in Freiburg überliefert. Die Handelskammer Freiburg geht auf das großherzoglich badische Gesetz über die Handelskammern vom 11. Dezember 1878 zurück. Am 16. September 1879 erfolgte eine Versammlung der Vertreter der Unternehmen im Kreis Freiburg, die sich für eine Handelskammer in Freiburg aussprachen. Darauf erließ das Handelsministerium am 12. Januar 1880 das Statut der neuen Handelskammer. Die Kammer sollte danach 15 Mitglieder haben. Acht wurden in der Stadt Freiburg, je zwei in den Amtsbezirken Emmendingen und Waldkirch und je einer in den Amtsbezirken Neustadt und Staufen und in der Stadt Breisach gewählt werden. Am 29. Juli 1880 erfolgte die Wahl der ersten Kammer. Am 31. August 1880 konstituierte sie sich und wählte den Freiburger Fabrikanten Eduard Fauler zum ersten Präsidenten. Der Kammerbezirk umfasste bei der Gründung 172.520 Einwohner. 1886 wurden Teile des Amtsbezirks Breisach aus dem Kammergebiet ausgegliedert. 1896 wurde der Amtsbezirk Neustadt der neu gegründeten Handelskammer Villingen zugeordnet.
Auf dem Höhepunkt der Hyperinflation Ende 1923 gaben die badischen Kammern Notgeld heraus. Seit 1924 trug die Kammer den Namen Industrie- und Handelskammer Freiburg. Mit der Machtergreifung der Nationalsozialisten wurde die Selbstverwaltung der Wirtschaft abgeschafft und die IHK Freiburg gleichgeschaltet. Der Kammerpräsident Erich Schuster, Direktor der Rheinische Creditbank wurde abgelöst und das Führerprinzip eingeführt. Die Kammer selbst wurde aufgelöst und in der Badische Industrie- und Handelskammer integriert. 1935 wurde diese Struktur wieder aufgelöst und die IHK Freiburg wurde wieder selbstständig. Die Kammerbezirke der IHK Villingen und IHK Lahr wurden der Freiburger Kammer zugeschlagen. 1942 wurde sie erneut aufgelöst und Teil der Gauwirtschaftskammer Oberrhein
Am 22. April 1945 wurde die IHK Freiburg durch die französische Besatzungsmacht wiedererrichtet. Im Mai 1945 wurde Friedrich Leibbrandt zum Präsidenten ernannt. 1986 fusionierte die INH Freiburg und die IHK Lahr zur heutigen Industrie- und Handelskammer Südlicher Oberrhein.

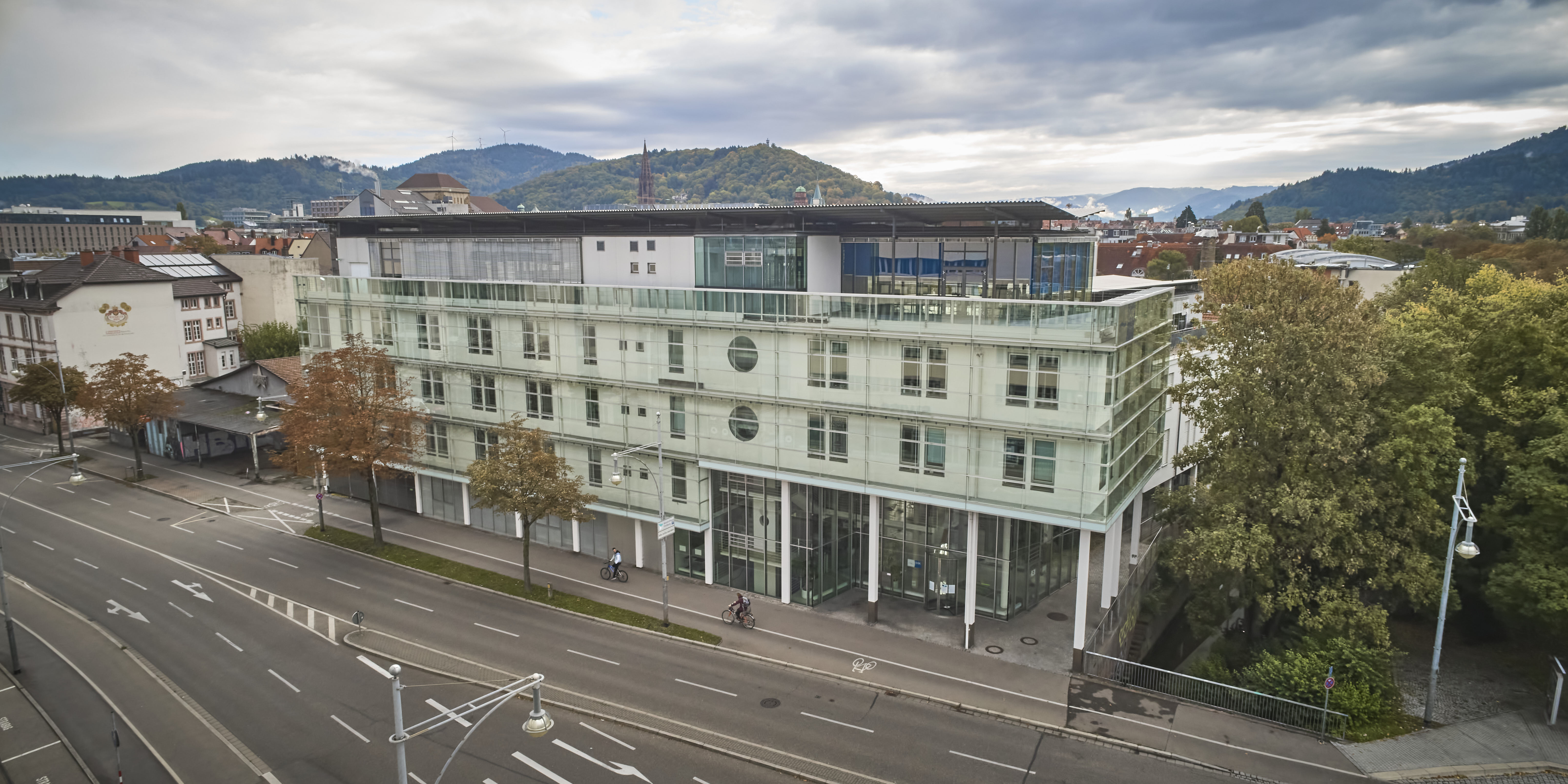
Gebäude der IHK in Freiburg

## Kammergebäude

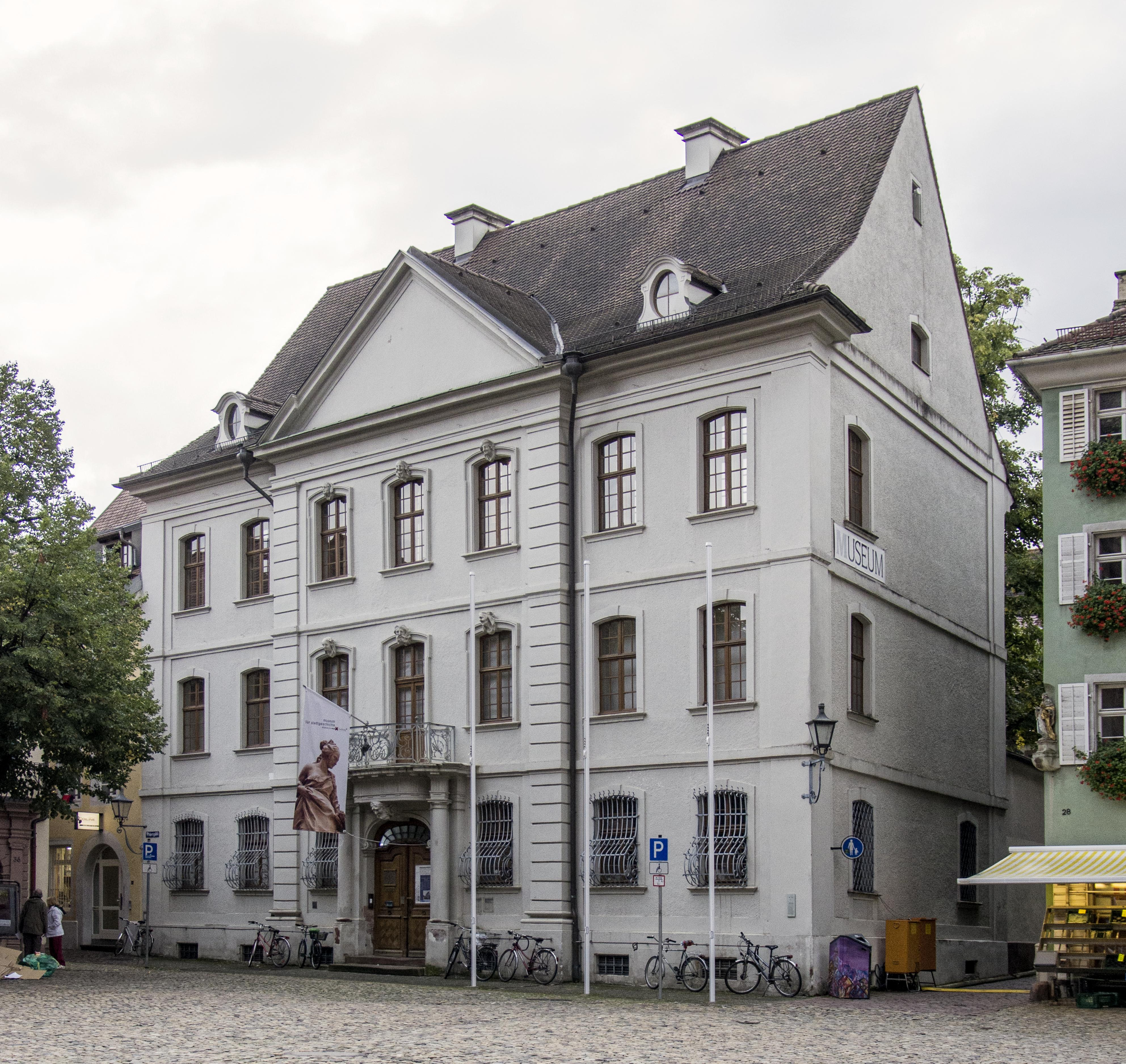
Wentzingerhaus, Sitz der Kammer 1906 bis 1925

1880 bis 1905 hatte die Kammer ihren Sitz im Haus Kaiserstraße 54, heute Kaiser-Joseph-Straße 186–188. 1906 bis 1925 war die Geschäftsstelle im Wentzingerhaus am Münsterplatz. 1925 bis 1926 arbeitete die Kammer im Haus Werderstraße 7. 1926 zog sie in die Wilhelmsstraße 26 um.
Heute hat die Kammer ihren Sitz in der Schnewlinstraße 11–13. Dieser befindet sich ca. 500 m vom Hauptbahnhof Freiburg entfernt. Dort besteht Anschluss an die Straßenbahnlinien 1, 2, 3 und 4. Die Straßenbahnlinie 5 hält an der Haltestelle Erbprinzenstraße. An der Kronenbrücke und an der Wiwilíbrücke bestehen Stationen des Fahrradverleihsystems Frelo.
Seit Anfang November 2021 an wird die Hauptgeschäftsstelle saniert. Die Sanierung wurde deutlich umfangreicher als anfangs geplant. Statt ursprünglich zwei Jahre, soll diese nun ca. vier Jahre dauern und statt 14 Millionen Euro voraussichtlich rund 22 Millionen Euro kosten. Die IHK Südlicher Oberrhein ist während der Sanierungsphase in ihrem Interimsquartier Bismarckallee 18–20 zu finden.
In Lahr befindet sich die Außenstelle in der Lotzbeckstraße 31.

## Persönlichkeiten

### Präsidenten
- Eduard Fauler (1880 bis 1882)
- Julius Mez (1883 bis 1911)
- Arthur Pfeilsticker (1911)
- Emil Ruef (1911 bis 1913)
- Erich Schuster (1913 bis 1933)
- Emil Tscheulin (1935 bis 1942)
- Friedrich Leibbrandt (1945)
- Erich Gütermann (1946)
- Hans Mez (1946)
- Gustav Adler (1946 bis 1948)
- Hermann Linnemann (ab 1948)

- Peter Fuchs (1977 bis 1985)

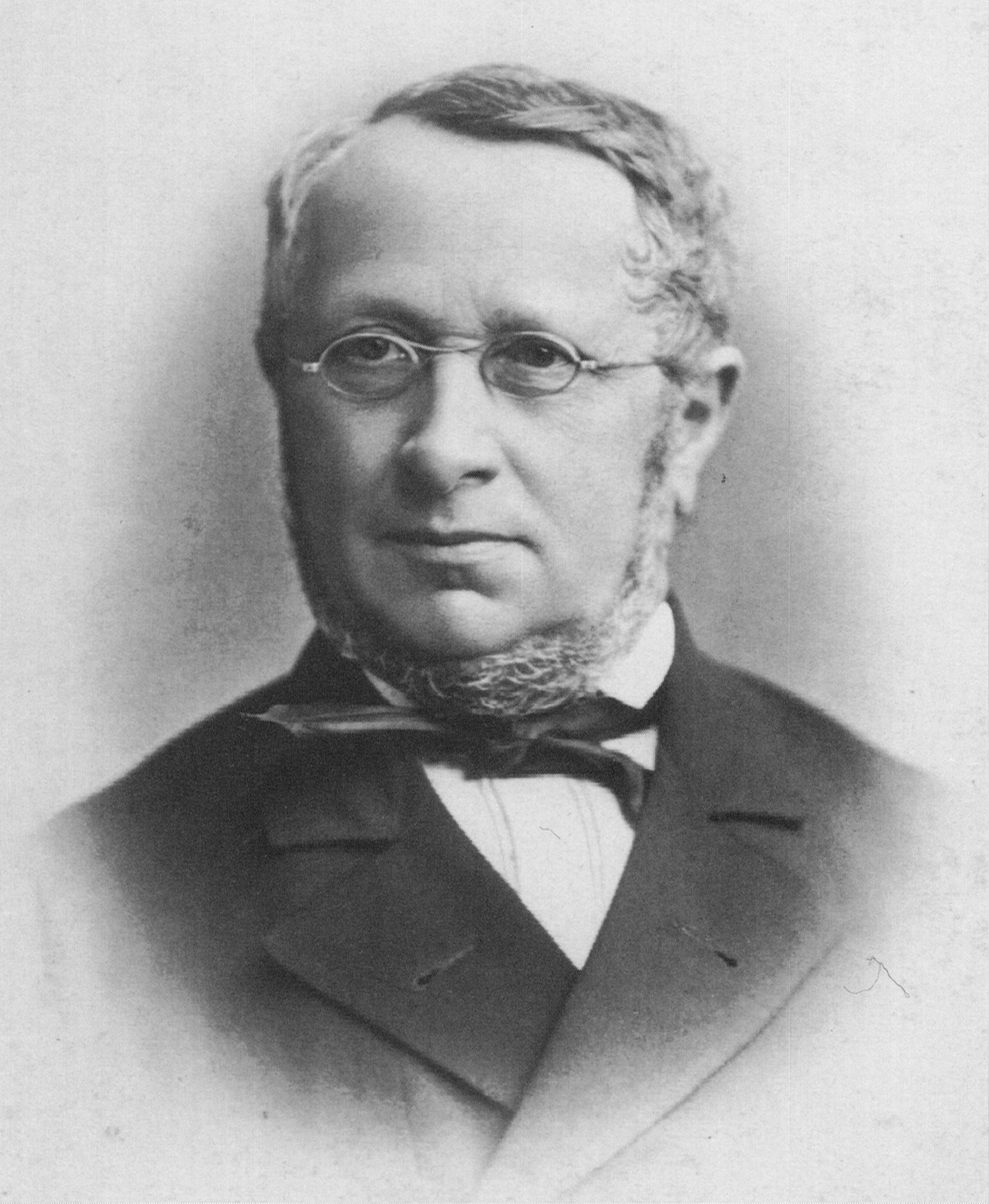
Eduard Fauler, erster Handelskammerpräsident

- Eugen Theodor Martin (1985 bis 1989)
- Horst Weitzmann (1989 bis 1993)
- Hermann Frese (1993 bis 1997)
- Georg Fröhner (1997 bis 2001)
- Karlhubert Dischinger (2001 bis 2011)
- Steffen Auer (2011 bis 2021)
- Eberhard Liebherr (seit 2021)

### Hauptgeschäftsführer
- Norbert Euba (1986 bis 2007)
- Andreas Kempff (2007 bis 2019)
- Dieter Salomon (seit 2019)

## Aktuelles
Alle fünf Jahre wählen die Mitglieder der Industrie- und Handelskammer Südlicher Oberrhein ihre Vollversammlung. Die letzte Wahl fand vom 3. bis 23. März 2021 statt. Rund 70.000 Mitgliedsunternehmen (Stand: 2020) der IHK Südlicher Oberrhein haben dabei ihre 50 Vertreter in die Vollversammlung gewählt.